# Jon Abrahams

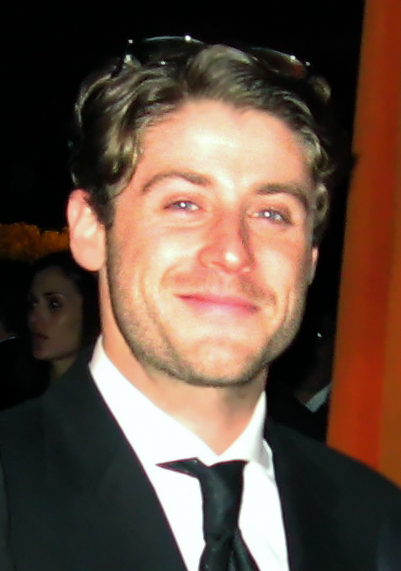
Jon Abrahams (2009)

Jon Avery Abrahams (* 29. Oktober 1977 in New York City)  ist ein US-amerikanischer Schauspieler.

## Leben
Abrahams stammt aus einer Künstlerfamilie. Sein Vater Martin ist Maler. Sein Großonkel war der Schauspieler Mack Gray.
Abrahams hatte sein Filmdebüt 1995 in Kids. Es folgten Rollen in erfolgreichen Spielfilmen wie The Faculty und Scary Movie. Außerdem spielte er von 2002 bis 2003 die Rolle des Zach Fischer in der Fernsehserie Boston Public. 2005 war er in Couchgeflüster – Die erste therapeutische Liebeskomödie und House of Wax zu sehen.

## Filmografie (Auswahl)
- 1995: Kids
- 1995: Dead Man Walking – Sein letzter Gang (Dead Man Walking)
- 1997: Masterminds – Das Duell (Masterminds)
- 1998: The Faculty
- 2000: Scary Movie
- 2000: Meine Braut, ihr Vater und ich (Meet the Parents)
- 2002: They – Sie Kommen (They)
- 2002–2003: Boston Public (Fernsehserie)
- 2003: Partyalarm – Finger weg von meiner Tochter (My Boss’s Daughter)
- 2005: Couchgeflüster – Die erste therapeutische Liebeskomödie (Prime)
- 2005: House of Wax
- 2012: Hitchcock
- 2014: The Mentalist (Fernsehserie, Folge 6x18)
- 2014: Criminal Minds (Fernsehserie, Folge 10x04)
- 2015: We Are Your Friends
- 2015: The Astronaut Wives Club (Fernsehserie, Folge 1x09)
- 2015: Condemned
- 2016: Hawaii Five-0 (Fernsehserie, Folge 7x03)
- 2016: All At Once (auch Regie und Produktion)
- 2016: Room 105
- 2019: Apparition
- 2020: Diese 10 Dinge tun wir bevor wir uns trennen (10 Things We Should Do Before We Break Up)
- 2020: Clover (auch Regie)
- 2024: Terrifier 3